# Olle Nivenius
Carl Olof "Olle" Bertil Nivenius, född 26 september 1914 i Väsby församling i Skåne, död 26 september 2002, var en svensk biskop  och psalmdiktare. 

## Biografi
Nivenius, som var son till en sjökapten, tog teologie kandidatexamen vid Lunds universitet 1939. Han prästvigdes samma år och började arbeta i Sankt Petri församling i Malmö.  Nivenius blev kyrkoadjunkt där 1944 och var sedan Slottsstadens församlings förste kyrkoherde åren 1949-70. Han var samtidigt militärpastor vid regementet Lv 4 åren 1942-54.  Åren 1970–1980 var han biskop i Lunds stift. Nivenius promoverades till teologie hedersdoktor vid Lunds universitet 1973.  Han var även hovpredikant.

## Författarskap
Nivenius var ordförande i 1969 års psalmbokskommitté från 1979. Han finns representerad i Den svenska psalmboken 1986 med bearbetningar av 10 verk (nr 174 (nr 142 i finlandssvenska psalmboken 1986), 215, 247, 379, 406, 419, 571, 573, 582 och 618).

## Psalmer
Åren syftar på utgåvor av Den svenska psalmboken.
- Befall i Herrens händer (1986 nr 247) bearbetat 1983
- Du själv förordnat, store Gud (1986 nr 419) bearbetat Jesper Svedbergs och Johan Olof Wallins text 1986
- Du som var den minstes vän (1986 nr 379) bearbetat Frans Michael Franzéns text 1986
- Faraos härar hann upp oss vid stranden (1986 nr 618) Översatt Børre Knudsens text 1980
- Förbida Gud, min själ (1986 nr 571) bearbetad 1983
- Gud, i mina unga dagar (1986 nr 582) bearbetad 1986 Finns på Wikisource.
- Gud, din nåd till himlen räcker (1986 nr 215) Finns på Wikisource. bearbetat Johan Åströms text 1983
- Herre, när din dag är inne (1986 nr 174) översatt 1980
- Jag ber om hjälp till stillhet i min plåga (1937 nr 387 av Erik Sjöberg bearbetat (1986 nr 573)
- Käre Jesus, vi är här (1986 nr 406) bearbetad 1984 Finns på Wikisource.